# Cantó de Deux-Sorru
El cantó de Deux-Sorru és una antiga divisió administrativa francesa situada al departament de la Còrsega del Sud, a la regió de Còrsega. Va desaparèixer el 2015.

## Demografia
| 1962  | 1968  | 1975  | 1982  | 1990  | 1999  |
| ----- | ----- | ----- | ----- | ----- | ----- |
| 2.760 | 3.163 | 3.303 | 3.040 | 2.376 | 2.489 |

## Administració
| Període   | Identitat         | Partit | Qualitat                      |
| --------- | ----------------- | ------ | ----------------------------- |
| 2001-2008 | Dominique Colonna | DVG    |                               |
| 2008-2015 | François Colonna  | DVD    | President del Consell General |

## Composició
| Nom      | Població | Codi Postal | Codi Insee |
| -------- | -------- | ----------- | ---------- |
| Arbori   | 63       | 20160       | 2A019      |
| Balogna  | 170      | 20160       | 2A028      |
| Coggia   | 699      | 20160       | 2A090      |
| Guagno   | 139      | 20160       | 2A131      |
| Letia    | 96       | 20160       | 2A141      |
| Murzo    | 77       | 20160       | 2A174      |
| Orto     | 54       | 20125       | 2A196      |
| Poggiolo | 95       | 20125       | 2A240      |
| Renno    | 77       | 20160       | 2A258      |
| Soccia   | 121      | 20125       | 2A282      |
| Vico     | 898      | 20160       | 2A348      |